# Turn This Club Around
Turn This Club Around (с англ. — «Переверни этот клуб») — третий студийный альбом немецкой EDM-группы R.I.O. Впервые выпущен 2 декабря 2011 года в Германии. Альбом достиг 29-го места в швейцарском чарте альбомов.

## Список композиций
Альбом Turn This Club Around группы R.I.O. включает в себя треки, спродюсированные и написанные в основном немецким танцевальным дуэтом Мануэлем Ройтером (также известным как DJ Manian) и Яном Пайфером (известным как Yanou). Они являются основными авторами и продюсерами большинства треков на этом альбоме. Кроме того, Tony T. (Нил Энтони Дайер) принял участие в качестве вокалиста и соавтора нескольких песен. Сотрудничество с такими артистами, как U-Jean и Liz Kay, также подразумевает их вклад в процесс написания песен.
| №   | Название                               | Длительность |
| --- | -------------------------------------- | ------------ |
| 1.  | «Animal» (feat. U-Jean)                | 3:32         |
| 2.  | «Turn This Club Around» (feat. U-Jean) | 3:21         |
| 3.  | «Miss Sunshine»                        | 3:23         |
| 4.  | «Like I Love You»                      | 3:23         |
| 5.  | «Shine On»                             | 3:23         |
| 6.  | «When the Sun Comes Down»              | 3:22         |
| 7.  | «Hot Girl»                             | 3:39         |
| 8.  | «Serenade»                             | 3:35         |
| 9.  | «Watching You» (feat. Liz Kay)         | 3:52         |
| 10. | «After the Love»                       | 5:49         |
| 11. | «De Janeiro»                           | 3:24         |
| 12. | «Can You Feel It»                      | 3:23         |
| 13. | «Something About You» (feat. Liz Kay)  | 3:49         |
| 14. | «One Heart»                            | 3:36         |
| 15. | «Lay Down»                             | 3:14         |
| 16. | «Open Up Your Heart»                   | 3:49         |

| №   | Название                                | Длительность |
| --- | --------------------------------------- | ------------ |
| 17. | «Animal» (Spankers Edit)                | 3:50         |
| 18. | «Turn This Club Around» (Spankers Edit) | 3:57         |
| 19. | «Miss Sunshine» (Remix)                 | 3:19         |
| 20. | «Shine On» (Spencer & Hill Radio Edit)  | 3:02         |

| №   | Название                     | Длительность |
| --- | ---------------------------- | ------------ |
| 1.  | «Summer Jam» (feat. U-Jean)  | 3:02         |
| 2.  | «Party Shaker» (feat. Nicco) | 3:24         |
| 3.  | «Turn This Club Around»      | 3:21         |
| 4.  | «Miss Sunshine»              | 3:24         |
| 5.  | «Like I Love You»            | 3:24         |
| 6.  | «Animal»                     | 3:32         |
| 7.  | «Shine On»                   | 3:21         |
| 8.  | «When the Sun Comes Down»    | 3:22         |
| 9.  | «Hot Girl»                   | 3:39         |
| 10. | «Serenade»                   | 3:35         |
| 11. | «Watching You»               | 3:52         |
| 12. | «After the Love»             | 3:34         |
| 13. | «De Janeiro»                 | 3:24         |
| 14. | «Can You Feel It»            | 3:23         |
| 15. | «Something About You»        | 3:49         |
| 16. | «One Heart»                  | 3:13         |
| 17. | «Lay Down»                   | 3:14         |
| 18. | «Open Up Your Heart»         | 3:49         |

| №   | Название                                | Длительность |
| --- | --------------------------------------- | ------------ |
| 19. | «Summer Jam» (Crew Cardinal Radio Edit) | 3:35         |
| 20. | «Party Shaker» (Whirlmond Radio Edit)   | 3:07         |
| 21. | «Party Shaker» (Selecta Radio Edit)     | 3:02         |
| 22. | «R.I.O. Megamix»                        | 3:20         |

## Чарты
| Чарт (2011—12)                  | Высшая позиция |
| ------------------------------- | -------------- |
| Австрия (Ö3 Austria)            | 28             |
| Германия (Offizielle Top 100)   | 66             |
| Швейцария (Schweizer Hitparade) | 29             |

## Даты выхода
| Страна   | Дата           | Формат                      | Лейбл          |
| -------- | -------------- | --------------------------- | -------------- |
| Германия | 2 декабря 2011 | CD-сингл, цифровая загрузка | Kontor Records |